# Pour l'art
Pour l'art est un cercle artistique bruxellois fondé en 1892 par le peintre symboliste Jean Delville et qui persiste jusqu'à sa dissolution en 1939.

## Historique

### Fondation
Jean Delville et d’autres dissidents du cercle L’Essor créent à Bruxelles l'association d'artistes Pour l’art qui poursuit une vocation idéaliste et marche dans les traces du Groupe des XX,. 
Les principaux objectifs du cercle sont l'organisation de Salons et de conférences. Les premières réunions ont lieu en février 1892 et la fondation officielle en avril 1892. Le siège social est situé à la taverne Guillaume, place du Musée, à Bruxelles. L'un des conférenciers réguliers est le mentor du symbolisme, Sâr Peladan.

### Évolution
Initialement cercle symboliste, le collectif évolue en un groupe éclectique défendant en premier lieu l'indépendance des artistes. Pour l'art est une phalange de lutte. Chacune de ses expositions constitue un combat. Après avoir organisé 39 Salons, l'association est dissoute en 1939.

## Membres

### Membres fondateurs
Les fondateurs de Pour l'art sont Pierre Braecke, Omer Coppens, Léon Dardenne, Georges De Geetere, Jean Delville, les frères José et Omer Dierickx, Georges Fichefet, Adolphe Hamesse, Alexandre Hannotiau, Jean Hérain, Léon Jacque, William Jelley, le couple Antoine Lacroix et Clémence Michel, Amédée Lynen, Ray Nyst (nommé secrétaire en novembre 1892 pour deux ans), Victor Rousseau, Hector Thys et Richard Viandier,.

### Membres ultérieurs
Les fondateurs sont rejoints progressivement par Albert Ciamberlani et Émile Fabry et, plus tard, par Eugène Laermans, Henri Ottevaere, François Dehaspe, Firmin Baes, Emmanuel Viérin, Frans Van Holder et Henri Boncquet. Enfin, l'affichiste liégeois Charles Michel en fait également partie, tandis que Xavier Mellery, George Minne, René Janssens et Félicien Rops exposent lors de certains salons,. En 1910, le jeune poète Gaston Heux est nommé secrétaire du cercle.

## Salons annuels

### Premier Salon
Le premier Salon ouvre ses portes le 12 novembre 1892 et présente les œuvres des peintres Clémence Lacroix, Albert Ciamberlani, Jean Delville, Émile Fabry, Alexandre Hannotiau, des sculpteurs Pierre Braecke et Victor Rousseau, tous Belges, ainsi que des artistes ayant exposé quelques mois auparavant à Paris chez Péladan comme les Français Maurice Chabas, Louis Chalon, Charles Filiger, Auguste Rodin (Vénus et Adonis), Alexandre Séon, ou des Suisses Carlos Schwabe, Albert Trachsel et Auguste de Niederhausern dit Rodo.

### Les Salons de 1894 à 1914
Les autres expositions de Pour l'art ont lieu, hormis en 1893, chaque année au mois de janvier, voire en février en : 1894 (II), 1895 (III), 1896 (IV), 1897 (V), 1898 (VI), 1899 (VII), 1900 (VIII), 1901 (IX), 1902 (X), 1903 (XI), 1904 (XII), 1905 (XIII), 1906 (XIV), 1907 (XV), 1908 (XVI), 1909 (XVII), 1910 (XVIII), 1911 (XIX), 1912 (XX), 1913 (XXI), et 1914 (XXII),,,. 

### Les Salons après la Première Guerre
Après la Première Guerre mondiale, les expositions annuelles reprennent. Elles ont lieu chaque année, hormis en 1931 : le 23 avril 1921 (XXIII), en 1922 (XXIV), en 1923 (XXV), en 1924 (XXVI), en 1925 (XXVII), en 1926 (XXVIII), en 1927 (XXIX), en 1928 (XXX), en 1929 (XXXI), en 1930 (XXXII), en 1932 (XXXIII), en 1933 (XXXIV), en 1934 (XXXV), en 1935 (XXXVI), en 1936 (XXXVII), en 1937 (XXXVIII), et en 1938 (XXXIX),,,,,.